# Matt Heath
Matt Heath (né le 1er novembre 1981 à Leicester) est un footballeur professionnel anglais, jouant actuellement à Northampton Town.

## Carrière
- 2001-2005 : Leicester City  Angleterre, 60 matchs et 6 buts
- 2003-2004 : Stockport County FC  Angleterre, 8 matchs
- 2005-2007 : Coventry City  Angleterre, 34 matchs et 2 buts
- 2006-2007 : Leeds United  Angleterre, 27 matchs et 3 buts (en prêt)
- 2007-2008 : Leeds United  Angleterre, 28 matchs et 1 but
- 2008-prêt : Colchester United  Angleterre, 5 matchs
- 2008-2013 : Colchester United  Angleterre
- 2013- : Northampton Town  Angleterre